# ماكس بيسلي
ماكس بيسلي هي ممثلة إنجليزية ولدت في 16 أبريل 1971.

## وصلات خارجية
- ماكس بيسلي على موقع IMDb (الإنجليزية)
- ماكس بيسلي على موقع ألو سيني (الفرنسية)
- ماكس بيسلي على موقع ميوزك برينز (الإنجليزية)
- ماكس بيسلي على موقع أول موفي (الإنجليزية)
- ماكس بيسلي على موقع قاعدة بيانات الأفلام السويدية (السويدية)
- ماكس بيسلي على موقع إن إن دي بي (الإنجليزية)
- ماكس بيسلي على موقع ديسكوغز (الإنجليزية)
- ماكس بيسلي على موقع قاعدة بيانات الفيلم (الإنجليزية)
- ماكس بيسلي على موقع كينوبويسك (الروسية)